# Papaipema pterisii
Papaipema pterisii är en fjärilsart som beskrevs av Bird 1907. Papaipema pterisii ingår i släktet Papaipema och familjen nattflyn. Inga underarter finns listade i Catalogue of Life.